# Checker Tobi
Checker Tobi ist eine deutsche Kinderwissenssendung, die seit September 2013 wöchentlich im KiKA und im Ersten ausgestrahlt wird. Bis Ende 2024 wurden 168 reguläre Folgen gesendet. Moderator und Namensgeber der Sendung ist Tobias Krell.

## Allgemeines und Moderation

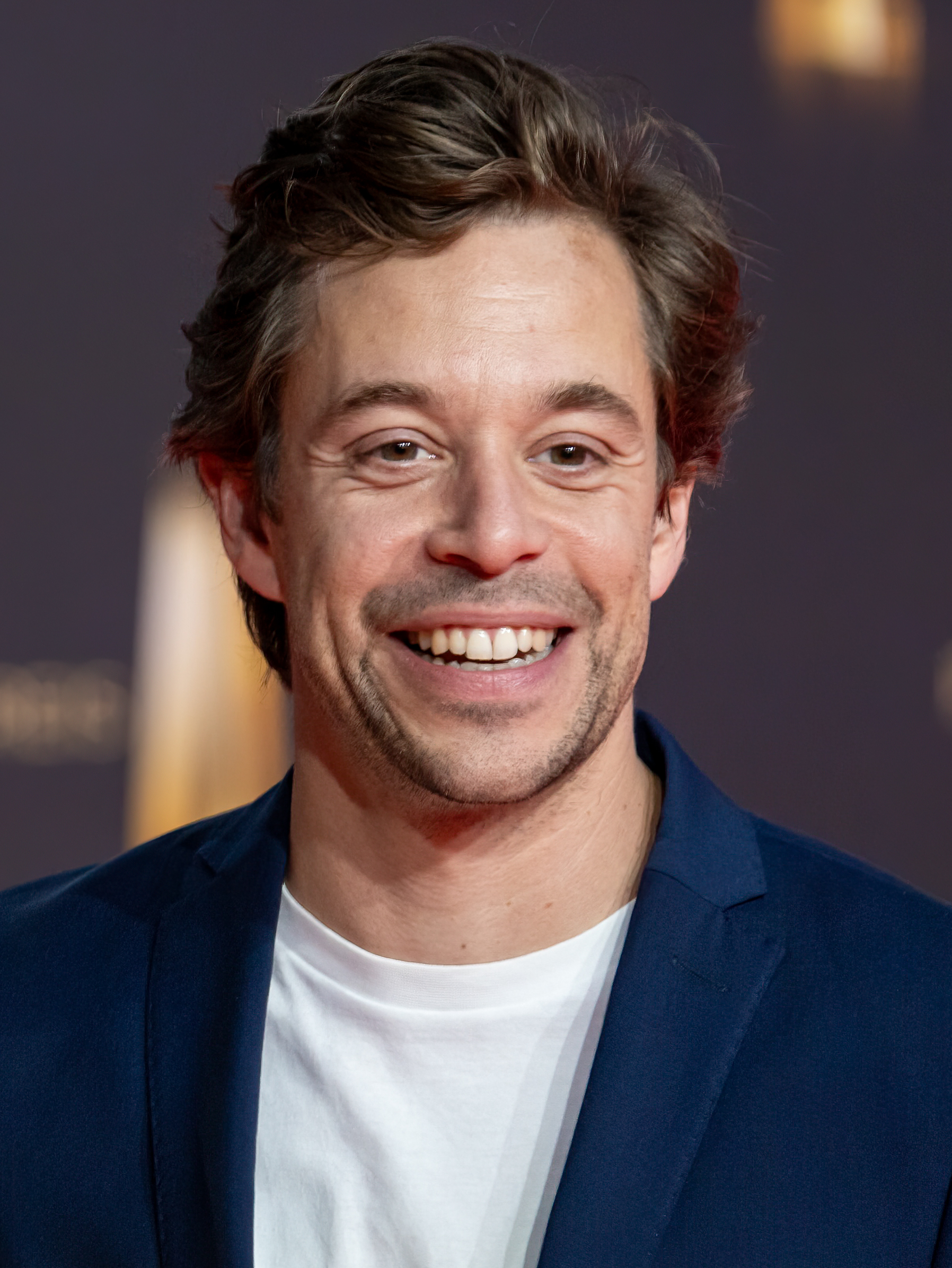
Checker Tobi, 2024

Die Sendung wird von der Megaherz Film und Fernsehen im Auftrag des Bayerischen Rundfunks produziert und stellt eine Erweiterung der Sendung Checker Can dar, wobei die beiden Formate bis zum Ende von Checker Can zunächst wöchentlich im Wechsel ausgestrahlt wurden.
In ähnlichem Stil und mit den gleichen Sendungs-Elementen wie Checker Can widmet sich jede Folge einem Thema und bereitet es kindgerecht für die Kernzielgruppe der Sechs- bis Zehnjährigen auf. In jeder Episode wechseln sich moderierte Studioteile mit Reportagen und Erklärgrafiken ab. Thematisch orientiert sich die Sendung an der Interessenswelt von Grundschulkindern und bildet ein dementsprechend breites Themenspektrum ab. Die erste Sendung wurde am 21. September 2013 ausgestrahlt.
Im März 2018 ging Julian Janssen als Checker Julian neben Tobias Krell auf Sendung. Im Oktober 2023 erweiterte Marina Blanke als Checkerin Marina die „Checker“-Gruppe.
Am 31. Januar 2019 kam der Dokumentarfilm Checker Tobi und das Geheimnis unseres Planeten in die deutschen Kinos. Am 5. Oktober 2023 folgte der Kinofilm Checker Tobi und die Reise zu den fliegenden Flüssen.

## Folgen
Quelle:
1. Der Mittelalter-Check
2. Der Baustellen-Check
3. Der Steinzeit-Check
4. Der Geld-Check
5. Der Sinne-Check
6. Der Segel-Check
7. Der Brot-Check
8. Der Wind-Check
9. Der Christbaum-Check
10. Der Eis-Check
11. Der Cowboy- und Indianer-Check
12. Der Schwimmbad-Check
13. Der Raumfahrt-Check
14. Der Blut-Check
15. Der Frische-Fische-Fischen-Check
16. Der Plastik-Check
17. Der Gitarren-Check
18. Der Tatort-Check
19. Der THW-Check
20. Der Trinkwasser-Check
21. Der Fluss-Check
22. Der Internet-Check
23. Der Gold-Check
24. Der Badesee-Check
25. Der Gummi-Check
26. Der Blinden-Check
27. Der Ungeziefer-Check
28. Der Gletscher-Check
29. Der Angst-und-Grusel-Check
30. Der Film-Check
31. Der Drachen-Check
32. Der Sand-Check
33. Der Stahl-Check
34. Der Märchen-Check
35. Der Eissport-Check
36. Der Traum-vom-Fliegen-Check
37. Der Hexen-Check
38. Der Iglu-Check
39. Der Pups-Check
40. Der Licht-Check
41. Der Schlaf- und Schnarch-Check
42. Der Weltraum-Check
43. Der Frühlings-Check
44. Der Papier-Check
45. Der Blitz-Check
46. Der Roboter-Check
47. Der Intelligenz-Check
48. Der Body-Check
49. Der Dino-Check
50. Der Wildwasser-Check
51. Der Milch-Check
52. Der Nuss-Check
53. Der Arm-und-Reich-Check
54. Der Mist-Check
55. Der Gift-Check
56. Der Snowboard-Check
57. Der Ekel-Check
58. Der Prinzessinnen-Check
59. Der Farben-Check
60. Der Flucht-Check
61. Der Orchester-Check
62. Der Haut- und Pickel-Check
63. Der Eier-Check
64. Der Musical-Check
65. Der Türkei-Check: Merhaba Istanbul
66. Der Türkei-Check: Auf den Spuren der Gladiatoren
67. Der Türkei-Check: Abenteuer quer durchs Land
68. Der Islam-Check
69. Der Klima-Check
70. Der Leben-und-Sterben-Check
71. Der Making-Of-Check
72. Der Animations-Check
73. Der Martin-Luther-Check
74. Der Hochgebirgs-Check
75. Der Liebe- und Knutschen-Check
76. Der Venedig-Check
77. Der Römer-Check
78. Der U-Bahn-Check
79. Der Oktoberfest-Check
80. Der Klebstoff-Check
81. Der Krankenhaus-Check
82. Der Sport-mit-Handicap-Check
83. Der Zirkus-Check
84. Der Kampfsport-Check
85. Der Haar-Check
86. Der Zauber-Check
87. Der Detektiv-Check
88. Der Zucker-Check
89. Der Schwimm-Check
90. Der Autobahn-Check
91. Der Augen-Check
92. Der Fett-Check
93. Der Wald-Check
94. Der Camping-Check
95. Der Judentum-Check
96. Der Handy-Check
97. Der Pilz-Check
98. Der Turn-Check
99. Der Demokratie-Check
100. Der Werbe-Check
101. Der Tauch-Check
102. Der Polar-Check
103. Der Piraten-Check
104. Der Checker-Kinofilm-Check
105. Der Lach-Check
106. Der Filmtier-Check
107. Der Gewürz-Check
108. Der Lügen-Check
109. Der Europa-Check
110. Der Mode-Check
111. Der Barock-Check
112. Der Mauerfall-Check
113. Der Bus-Check
114. Der Nachrichten-Check
115. Der Mars-Check
116. Der Viren-Check
117. Der Krisen-Check
118. Der Kletter-Check
119. Der Familien-Check
120. Der Gefängnis-Check
121. Der Alkohol-Check
122. Der Künstliche Intelligenz-Check
123. Der Beethoven-Check
124. Der Kälte-Check
125. Der Raketen-Check
126. Der Kommunikations-Check
127. Der Schmuck-Check
128. Der Impf-Check
129. Der Sicherheits-Check
130. Der Spezialfahrzeuge-Check
131. Der Gehirn-Check
132. Der Gefühle-Check
133. Der Radio-Check
134. Der Evolutions-Check
135. Der Ich-Check
136. Der Seilbahn-Check
137. Der Benimm und Regel-Check
138. Der Holz-Check
139. Der Müll-Check
140. Der Hygiene-Check
141. Der Kunst-Check
142. Der Zahn-Check
143. Der Wolken-Check
144. Der Stoffe-Check
145. Der Wellen-Check
146. Der Zeit-Check
147. Der Bücher-Check
148. Der Schuh-Check
149. Der Migrations-Check
150. Der Gehörlosen-Check
151. Der Umzug-Check
152. Der Trick-und-Schummel-Check
153. Der Knochen-Check
154. Der Schlitten-Check
155. Der Hotel-Check
156. Der Ski-Check
157. Der Griechenland-Check
158. Der Alte-Griechen-Check
159. Der Insel-Check
160. Der Christentum-Check
161. Der Making-of-Kinofilm-Check
162. Der Hit-Check
163. Der Berghütten-Check
164. Der Krebs-Check
165. Der Gaming-Check
166. Der Sonnen-Check
167. Der Schul-Check
168. Der Achtung-Eis-Check
169. Der Bahnhofs-Check
170. Der Show-Check

## Kinofilme
- Checker Tobi und das Geheimnis unseres Planeten, Dokumentarfilm (2019)
- Checker Tobi und die Reise zu den fliegenden Flüssen, Dokumentarfilm (2023)

## Quick Checks Bayerisches Fernsehen
1. Kann man auch essen und trinken, wenn man auf dem Kopf steht?
2. Warum wird einem in der Achterbahn manchmal schlecht?
3. Wie lange dauerte das Mittelalter?
4. Wie bastelt man einen guten Papierflieger?
5. Wie spinnt man Wolle?
6. Sind zu viel Süßigkeiten ungesund?
7. Wenn einer im Fernsehen eine Flasche auf den Kopf bekommt, tut das eigentlich weh?
8. Was ist Vulkanisation?
9. Was ist eine Schleuse?
10. Wieso gibt es Katzenfutter nicht mit Mäusegeschmack?
11. Wieso heißt der Seehund Seehund?

## Specials
1. Warum so viele Menschen fliehen
2. Abenteuer Italien
3. Abenteuer Türkei
4. Warum wählen wichtig ist!
5. Warum die Mauer fiel
6. Abenteuer Griechenland

## CheXperiment
Seit Oktober 2014 strahlen KiKA und Das Erste zusätzlich die Sendung CheXperiment aus. In den 15-minütigen Episoden stellt sich Tobi verschiedensten Herausforderungen, die ihm von den Protagonisten des Hauptformats gestellt werden. Die Sendung ist als „line extension“ von Checker Tobi entstanden und fordert vom Moderator Experimentiergeist und Einfallsreichtum. Bis Februar 2024 wurden 60 CheXperimente gesendet.

## Auszeichnungen
Für das Checker Tobi EXTRA zum Thema „Flucht“ wurde die Sendung mit dem Kinderfernsehpreis EMIL 2016 für „herausragendes Kinderfernsehen“ bedacht. Für die gleiche Folge wurde Moderator Tobias Krell mit dem Nachwuchsförderpreis des Bayerischen Fernsehpreises ausgezeichnet. Für den „Leben- und Sterben-Check“ war die Sendung im Jahr 2017 für den Grimme-Preis nominiert. Außerdem wurde die Produktion mit dem EMIL 2017 und dem Robert-Geisendörfer-Preis ausgezeichnet.